# École supérieure de management de l'Université d'État de Saint-Pétersbourg
L'École supérieure de management de l'Université d'État de Saint-Pétersbourg (en anglais Graduate School of Management, GSOM) est l'école de commerce de l'Université d'État de Saint-Pétersbourg. La GSOM propose une gamme complète de programmes en anglais et en russe. Elle est régulièrement classée parmi les meilleures écoles de commerce d'Europe,. Le Master in Management de la GSOM est le seul diplôme ce type en Russie classé par le Financial Times et The Economist,.

## Classements et accréditations
En 2012, la GSOM obtient l'accréditation institutionnelle EQUIS (European Quality Improvement System). La qualité des programmes éducatifs est approuvée par les accréditations des programmes Association of Masters of Business Administration (AMBA)  (Executive МВА) et EPAS (Bachelor).
La GSOM SPbU est membre d'associations regroupant les principales écoles de commerce internationales : European Foundation for Management Development (EFMD), AACSB, CEMS - The Global Alliance in Management Education (|CEMS), PIM, EABIS, GBSN et GRLI.
Selon le classement EdUniversal, depuis 2008, la GSOM SPbU est la première des écoles de commerce russes et, en 2013, EdUniversal convient pour la deuxième fois que la GSOM SPbU est la meilleure des écoles de commerce d'Europe de l'Est. Le classement du journal Izvestia (2011, 2012, 2013), basé sur des entretiens avec des diplômés du MBA, désigne la GSOM comme la première des écoles de commerce russes.
|                                                             | 2013 | 2014 | 2015 | 2016 | 2017 | 2018 | 2019 | 2020 |
| ----------------------------------------------------------- | ---- | ---- | ---- | ---- | ---- | ---- | ---- | ---- |
| Financial Times Masters in Management                       | 65   | 56   | 46   | 39   | 23   | 23   | 27   | 41   |
| Financial Times European Business Schools                   | -    | -    | -    | 64   | 57   | 52   | 59   | 51   |
| Which MBA? The Economist Masters in Management,             | -    | -    | -    | -    | 37   | -    | 38   | -    |
| Classement mondial des universités QS Masters in Management | -    | -    | -    | -    | -    | 83   | 97   | 94   |
| Classement mondial des universités QS Masters in Finance    | -    | -    | -    | -    | -    | 69   | 101+ | 101+ |